# Metaphycus involucer
Metaphycus involucer is een vliesvleugelig insect uit de familie Encyrtidae. De wetenschappelijke naam is voor het eerst geldig gepubliceerd in 1981 door Annecke & Mynhardt.